# Jürke Grau
Hans Rudolf Jürke Grau (* 15. Februar 1937 in Leipzig; † 25. Dezember 2022 in München) war ein deutscher Botaniker. Sein botanisches Autorenkürzel lautet „Grau“.

## Leben und Wirken
Hans Rudolf Jürke Grau war am Institut für Systematische Botanik Universität München beschäftigt. Ab 1977 war er dort Professor für Systematische Botanik, ab 1992 auch Direktor des Botanischen Gartens. 2003 wurde er emeritiert. Er war Herausgeber für das Projekt Flora de Chile. Seine Arbeitsschwerpunkte sind die Systematik von Monocotylen, Compositen, Scrophulariaceen und Boraginaceen sowie die Evolution und Artbildungsprozesse der Trockenflora Chiles.

## Ehrungen
Nach Grau ist die Pflanzengattung Grauanthus Fayed aus der Familie der Korbblütler (Asteraceae) benannt, ebenso bekam er ein Bundesverdienstkreuz für sein Lebenswerk, also seine wissenschaftlichen Arbeiten, so wie für seine Beiträge zur Verbesserung des Botanischen Gartens.